# به‌خدا که می‌کشم هرکس که کشتم
به‌خدا که می‌کُشم هرکس که کُشتم مجموعه داستانی است از بهرام حیدری. این مجموعه شامل سه داستان «به‌خدا که می‌کُشم هرکس که کُشتم»، «چِل پلکان» و «کباب» است. داستان‌ها روایت و بازآفرینی تاریخ گذشتهٔ خان‌های بختیاری، روستائیان و به‌خصوص رعیت‌های آن‌ها، و بازآفرینی اعتبار، عظمت و اضمحلال و فروپاشیدگی قوم بختیاری است.

## داستان
بازگویی داستان «به‌خدا که می‌کشم…» از زبان شخصی به نام کدخدا علی‌عسکر است، که در انتهای داستان برای آقای مرادی، معلم سپاهی دانش روایت می‌کند، از بیت‌هایی محلی و عامیانه نضج می‌گیرد:
به خدا که من گفتم محمود به پُشتم

به خدا که می‌کُشم هر کس که گُشتم
داستان شرحی است هملت‌گونه از سردرگمی الله‌قلی در فاصلهٔ بدگمانی تا اطمینان و بالآخره ندامت. تردیدی که در انتقام از قاتل خالو (دایی) اش پیدا می‌کند و سرانجام، مرگ خودش را نیز از پی می‌آورد.
سال‌ها قبل، آدم‌های محمود خان و آتَن‌بُر، دایی الله‌قلی، در ییلاق با هم زد و خورد می‌کنند و محمود خان تیر می‌خورد و کشته می‌شود. در آن زمان الله‌قلی کودکی خردسال بود بعد از مدت‌ها، هنگامی که آب‌ها از آسیاب می‌افتد و صلح و صفا برقرار می‌شود یک روز داود خان، برادر محمود خان، آتَن‌بُر و زنش را به مهمانی دعوت می‌کند. در آن مهمانی، آتَن‌بُر به دست افراد داود خان کشته می‌شود. بعدها داود خان با زنِ تَن‌بُر ازدواج می‌کند و الله‌قلی را بزرگ می‌کند. بعد از سال‌ها، الله‌قلی که حالا برای خودش جوان ورزیده و کار آزموده‌ای شده، هنگام بازگشت از شکار، از کنار روستایی می‌گذرد. او از زبان شخصی به نام آیوسف که در حال بریدن سر یک گاو است داستانی را می‌شنود که به زندگی او و دایی‌اش ارتباط پیدا می‌کند. این‌جاست که درمی‌یابد که دایی‌اش، برخلاف شایعات، از کوه نیفتاده، بلکه داود خان - کسی که الله‌قلی را بزرگ کرده و در حق او بیش از یک پدر مهربان بوده - به انتقام خون برادرش، سر او را بریده است. در آن‌جا الله‌قلی به راز قتل دایی خود پی برده و به کلی دگرگون می‌شود.
روز انتقام، هنگامی که الله‌قلی و داود خان با هم به شکار می‌روند، در میان کوه‌ها، الله‌قلی در حالتی میان شک و تردید و سوءظن، در حالی که احساس پشیمانی به خاطر کار انجام‌نشده تمام وجودش را دربرگرفته، از پشت به داود خان شلیک می‌کند. داود خان، قوی‌هیکل و پرزور در حالت نامتعادل، او را با قمه می‌زند و هردو جان می‌سپارند.
داستان چِل پلکان، داستان جنگی است ناخواسته که بین نصرالله خان، باج‌بگیری وابسته به شیخ خزعل، و اسدالله خان، خانی مورد احترام مردم، به وجود می‌آید. جدالی است بین عظمت و اقتدار یک ایل که زیر بار ننگ و زور نمی‌روند و در نهایت مرگ را گردن می‌گذارند.
داستان چل پلکان داستانی است روشنگر فاجعه‌های سوگ آفرین زندگی مردم بختیاری. مردمی که خشکسالی و مرگ و میر دام‌ها، چیزی برایشان باقی نگذاشته، اما در همان زمان، نمایندگان شیخ خزعل برای گرفتن سهیمه می‌آیند… در این‌جا گرچه هر دو سوی دعوا، خان‌ها هستند، اما تفاوت مسئله در محل و موقع این دو خان است: نصیر خان می‌خواهد از اسدالله خان به خاطر یک بیگانه قلدر - خزعل - مالیات بگیرد. همین امر، موقعیت اسدالله خان بختیاری را محکم‌تر می‌کند، و بختیاری‌ها، عاشقانه دورش را می‌گیرند و یاریش می‌کنند. نصیرخان که با ملایمت قادر نیست سهمیه بگیرد، به فریب متوسل می‌شود و دو برادر اسدالله خان را به دام می‌اندازد و آن‌ها را گروگان نگه می‌دارد، تا وقتی که اسدالله خان سهمیه را بپردازد. اما اسدالله خان، هم دلاورتر و هم غیرتی‌تر و هم دوراندیش‌تر است و نمی‌خواهد میدان را برای آزمندی‌های بعدی او باز بگذارد، این است که فاجعه درمی‌گیرد، و جنگ می‌شود. جنگی که نصیرخان و برادرش در آن نابود می‌شوند و اسداله خان و یک برادرش نیز.
قصه سوم (کباب) طنزگونه‌ای است از یک ماجرای سادهٔ روستا (دزدی یک بره) و تصویری از دادگاه عشایری (خان و بازپرسی داوری حضوری او، بدجنسی دزد بره و دروغگویی زیرکانه‌اش و بالآخره بخشش گرفتن از خان).

## پی‌نوشت
1. 1 2 3  «آتشی، منوچهر. نگاهی به مجموعه «به خدا می‌کشم هر کس که کشتم»، تماشا (بازچاپ در نشریه‌ی اینترنتی مردم لر)». بایگانی‌شده از اصلی در ۱۷ دسامبر ۲۰۱۰. دریافت‌شده در ۲۱ مه ۲۰۱۱.
2. 1 2  احمدی، داریوش. دربارهٔ بهرام حیدری، هفته‌نامهٔ تولید، صفحه دهکده